# Рам-рама
Рам-рама (азерб. Ram-ramay şəlaləsi) — водопад близ селения Илису в Гахском районе Азербайджана. Высота водопада около 30 м. Рам-рама расположен на высоте около 1700 м к юго-востоку от Илису, на левом притоке реки Хамамчай, которая, в свою очередь, впадает в реку Курмухчай. Один из самых высоких водопадов Азербайджана.